# Lateinamerika Nachrichten
Lateinamerika Nachrichten ist eine Monatszeitschrift, die über aktuelle Entwicklungen und Hintergrundthemen aus Politik, Gesellschaft, Kultur und Wirtschaft in Lateinamerika und der Karibik berichtet.
Die Redaktion mit etwa 15 bis 20 Mitarbeitern hat ihren Sitz im Mehringhof in Berlin-Kreuzberg. Darüber hinaus arbeiten Autoren in den Ländern Lateinamerikas mit der Redaktion zusammen. Zehn Ausgaben erscheinen pro Jahr. Die Zeitschrift ist verbunden mit dem Forschungs- und Dokumentationszentrum Chile-Lateinamerika und kooperiert mit Linksnet.

## Geschichte
Im Sommer 1973 wurden unter anderem von Urs Müller-Plantenberg die Chile-Nachrichten gegründet. Das breiter werdende Themenspektrum führte im Sommer 1977 zur Umbenennung in Lateinamerika-Nachrichten. In diesen ersten Jahren erreichte die Zeitschrift eine monatliche Auflage von bis zu 8000 Exemplaren.